# Hell Guide
『Hell Guide』（ヘルガイド）は、株式会社ミンクのサブブランドであるM no VIOLETから2009年12月18日に発売されたアダルトゲームである。
本作は地獄からの道先案内人がヒロインたちを快楽によって堕落させる様子を描いており、その過程に重きが置かれている。

## あらすじ
堕落した魂を地獄へ落とす地獄からの使者「ヘルガイド」である主人公・空蝉 譲二は、海辺の館を訪れる。彼に課せられた任務は、その館に住む少女・霧山 亜衣の魂を死と同時に狩ることであり、失敗すればただでは済まされない。使用人として館に潜入し、館の関係者を利用して亜衣を堕落させようとする譲二だったが、無垢な魂を天国に導く「ヘヴンガイド」も屋敷に来ていたため、状況は一筋縄ではいかなくなった。

## 登場人物
空蝉 譲二
本作の主人公。「ヘルガイド」と呼ばれる、地獄からの使者。
霧山 亜衣（きりやま あい）
声：計名さや香
本作のメインヒロイン。海辺にある館に住まう少女。先天性の病を抱えており、病気の克服を願うと同時に、治療法が見つからないことから生きることをあきらめつつある。
譲二に対しては優しく接してくれる。
霧山 麻衣（きりやま まい）
声：唯香
亜衣の妹。姉とは似つかぬ容姿だが、血縁関係はある。使用人として館に来た譲二を邪険に扱う一方、姉の主治医である涼にはあこがれを抱いている。
霧山 未緒（きりやま みお）
声：春日アン
姉妹の実母である妖艶な寡婦。
此花 天通（このはな あまづ）
声：森山いちご
霧山家に仕えるメイドで、クールな性格をしている。譲二とはよく衝突する。
その正体は「ヘヴンガイド」と呼ばれる者で、譲二とは相いれない存在である。
綾辻 涼（あやつじ りょう）
声：このかなみ
亜衣の治療のために霧山家を訪れた医者。何かと譲二のことを妨害する。
河島萌波
声：日向野はな
霧山家に仕えるメイド。
御門台
声：米田耕象
未緒をたぶらかす悪党。

## 開発
ディレクターの壽々郎は公式サイトのインタビューの中で、開発のきっかけについて「一人の可憐な少女が運命によって短い命を終えるという悲しい世界の中で、それを逆に喜んでしまう『他人の不幸は蜜の味』ともいうべき人非人の悪鬼の心を前面に出して、プレイヤーにその結末を考えてもらってほしかった」と述べる一方、「当初は凌辱をメインとした狂乱の世界にするつもりだったが、諸事情でマスターアップ直前まで書き直しやテコ入れを繰り返した結果、僕好みの『いかにして女の子を落とすか』ということに重きを置いた陰湿な作品にすることができた」とも振り返っている。
また、本作ではシステムの都合上、終盤からHシーンが多数出てくるものの、序盤または中盤でプレイヤーが飽きることが無いよう工夫が施された。

### キャラクター設定
主人公である空蝉譲二は、地獄の使者「ヘルガイド」という設定だが、悪魔というよりはむしろ悪の心を持つ人間として描かれている。
初期案は「人間らしい善性に欠けた色狂いの主人公が欲情のままに突っ走る」という内容だったが、最終的には人外としての"掟"にとらわれる形で性交が制限された存在となり、ジレンマや不満に対してどう対処していくかが描かれることとなった。
ヒロインである亜衣は死期が近づいているという設定であるため、正統派のヒロインとして描かれた。また、ディレクターの壽々郎と原画のさんた☆まりあの間でキャラクターづくりが行われた結果、西洋の舞台劇のような雰囲気をまとうキャラクター像が出来上がった。
亜衣の一つ下の妹である麻衣は表面上は姉とは正反対の存在として設定された一方、姉妹の母親である未緒は熟女好きが好みそうなキャラクター像が設定された。

## スタッフ
- ディレクション：壽々郎
- 原画：さんた☆まりあ
- シナリオ：Anco
- メインプログラマ：そば[2]

## 反響
ディレクターを務めた壽々郎はインタビューの中で、「あるユーザーから『ミンクが本気を出した』といった言葉をいただけて、心が震えるほどうれしかった」と振り返っている。

### 評価
本作は雑誌「メガストア」2010年4月号のレビューコーナー「美少女ゲームレビューの館」にて2人のレビュアーであるりんりんとたまごまごによる批評が掲載された。
りんりんは、主人公である譲二が使用人としての仕事をこなしたり、ヒロインを励ます描写から、意外と良い執事ぷりが描かれていると評価しており、譲二の宿敵である天使や医師の涼もよいエッセンスであると評している。また、設定の都合上本番系Hシーンが少ないものの、和姦シーンで描かれるヒロインの乱れ振りを評価したほか、物語の読みごたえも十分だとし、一風変わった館ものが好きな人にはお勧めだとしている。
たまごまごも、譲二の善良さについて言及しており、彼のつく悪態が子どものひねくれたセリフのように見えるとしている。たまごまごは、物語の中で彼が女たちを手籠めにしたり、ひどいことをしていることは認めつつも、ヒロインへの気遣いがあったともしており、「乱暴な言葉でコーティングされた意外な純愛物語」であることに気づくと、主人公が妙にいとおしくなると締めくくっている。